# Ray Lankester

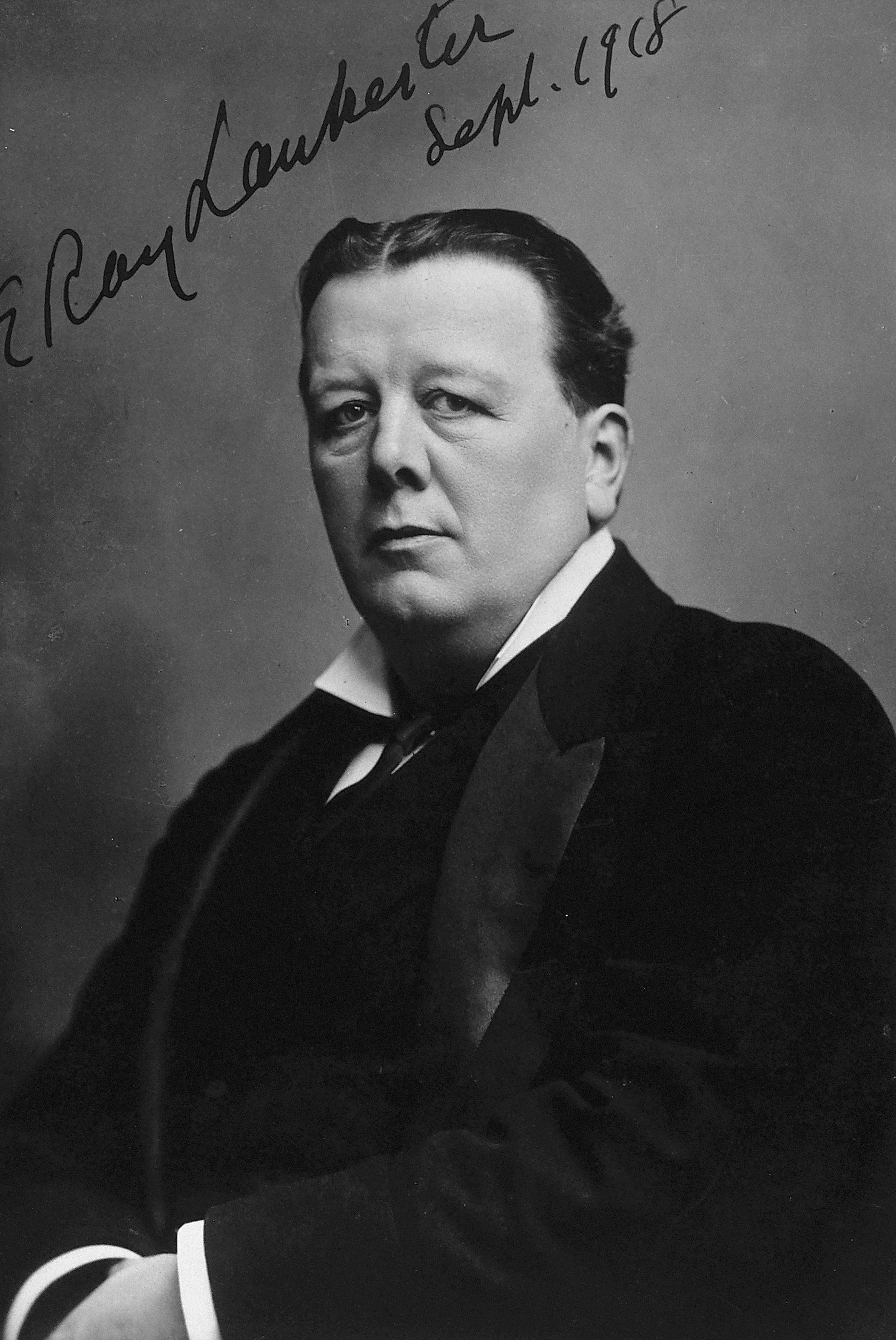
Sir Edwin Ray Lankester, 1918

Sir Edwin Ray Lankester (* 15. Mai 1847 in London; † 13. August 1929 in Chelsea) war ein britischer Zoologe.

## Leben und Wirken
Edwin Ray Lankester war der Sohn des Mediziners Edwin Lankester (1814–1874).
Lankester war von 1874 bis 1890 Jodrell Professor of Zoology am University College London und von 1891 bis 1898 Linacre Professor of Comparative Anatomy an der Oxford University. Von 1898 bis 1907 leitete er das Natural History Museum in London.
1870 führte er den Begriff Homoplasie in die Fachsprache ein.

## Ehrungen
1875 wurde er als Mitglied („Fellow“) in die Royal Society gewählt, die ihn 1885 mit der Royal Medal und 1913 mit der Copley-Medaille auszeichnete. 1920 wurde ihm die Linné-Medaille der Linnean Society of London verliehen. 1907 erhielt er den Bath-Orden zweiter Klasse (KCB) des Order of the Bath. Er gehörte auch zahlreichen weiteren Akademien und gelehrten Gesellschaften im In- und Ausland an, darunter der Russischen Akademie der Wissenschaften (seit 1895), der Académie royale des Sciences, des Lettres et des Beaux-Arts de Belgique (seit 1898), der Académie des sciences in Paris (seit 1899), der Königlichen Physiographischen Gesellschaft in Lund (seit 1902) der American Academy of Arts and Sciences (ebenfalls seit 1902), der National Academy of Sciences (seit 1903) und der Königlichen Gesellschaft der Wissenschaften in Uppsala (seit 1922). Zudem ist das Kap Lankester in der Antarktis nach ihm benannt. 1906 wurde er nobilitiert: Sir.

## Trivia
Ray Lankester war einer der Trauergäste bei der Beerdigung von Karl Marx am 17. März 1883 in London.

## Werke
- On the Use of the Term Homology in Modern Zoology, and the Distinction between Homogenetic and Homoplastic Agreements. In: The Annals and Magazine of Natural History, Zoology, Botany, and Geology, 4. Serie, Band 6, 1870, S. 34–43
- A Monograph of the Cephalaspidian Fishes (1870)
- Developmental History of the Mollusca (1875)
- Degeneration (1880)
- Limulus: An Arachnid (1881)
- The Advancement of Science (1889), collected essays
- Zoological Articles (1891)
- A Treatise on Zoology (1900–09), (editor)
- Extinct Animals (1905)
- Nature and Man (1905)
- The Kingdom of Man (1907)